# A hidrogén izotópjai

A prócium, a hidrogén leggyakoribb izotópja egy protonból és egy elektronból áll. A stabil izotópok közül az egyetlen, amelyben nincs neutron.

A hidrogénnek (H) (atomtömege: 1,00794(7) u) a természetben három izotópja fordul elő, melyeket a következőképpen jelöljük: 1H, ²H és ³H. Mesterségesen további, rendkívül bomlékony magokat is előállítottak (a 4H-től a 7H-ig), de ezek a természetben nem találhatók meg.
A hidrogén az egyetlen elem, melynek különböző izotópjaira még ma is gyakran külön nevet használunk. (A radioaktivitás vizsgálatának kezdeti időszakában számos nehéz radioizotópnak adtak nevet, de ezek ma már nemigen használatosak.) A deutériumot és a tríciumot (a ²H és ³H helyett) a D és T vegyjelekkel is szokták jelölni, bár a IUPAC ennek használatát nem javasolja.

## Hidrogén-1 (prócium)
A 1H a leggyakoribb hidrogénizotóp, gyakorisága több mint 99,98%. Mivel ennek az izotópnak az atommagja egyetlen protonból áll, a jellemző, de ritkán használt prócium (angolul protium) nevet kapta.

## Hidrogén-2 (deutérium)
A ²H vagy deutérium a hidrogén másik stabil izotópja, atommagja egy protont és egy neutront tartalmaz. A deutérium a Földön előforduló hidrogénminták 0,0026–0,0184%-át alkotja (mól- vagy atomtörtben kifejezve): az alacsonyabb érték a gázállapotú hidrogén-előfordulásokra jellemző, a nagyobb dúsulások (0,015% vagy 150 ppm) az óceáni víznél tipikusak. A deutérium nem radioaktív, és nem jelent súlyos mérgezési veszélyt. A (normál hidrogén helyett) deutériumot tartalmazó molekulákban feldúsult vizet nehézvíznek nevezzük. A deutériumot és vegyületeit nem radioaktív nyomjelzőként használják kémiai kísérletekben, valamint 1H-NMR vizsgálatok oldószereiben. A nehézvizet nukleáris reaktorokban neutronlassítónak és hűtőközegként használják. A deutérium a szabályozott magfúzió egyik lehetséges fűtőanyaga.

## Hidrogén-3 (trícium)
A ³H vagy trícium magja egy protont és két neutront tartalmaz. Radioaktív, β‒ bomlással 12,32 év felezési idővel hélium-3-má bomlik. A trícium kis mennyiségben megtalálható a természetben, a légköri gázok és a kozmikus sugárzás kölcsönhatásában keletkezik. A nukleáris fegyverkísérletek során is szóródott ki trícium. Felhasználják a termonukleáris fúziós fegyverekben, geokémiai izotópos nyomjelzőként . A tríciumot régebben rutinszerűen alkalmazták kémiai és biológiai nyomjelzéses vizsgálatokban radioaktív nyomjelzőként (ez irányú felhasználása ma már kevésbé gyakori). A D-T magfúzió fő üzemanyaga a trícium és a deutérium. A nagy hőmérsékleten lejátszódó reakció során a magok ütköznek és összeolvadnak, a végtermék magok és a kiindulási állapot közötti tömegkülönbség pedig energia formájában felszabadul.

## Hidrogén-4
A 4H a hidrogén rendkívül instabil izotópja. Magja egy protonból és három neutronból áll. Mesterségesen állították elő, trícium céltárgy gyorsított deutérium magokkal történő bombázásával. Ebben a kísérletben a trícium magok befogták a gyorsan mozgó deutérium magok neutronját. A hidrogén-4 jelenlétére a kibocsátott protonok detektálásával következtettek. Atomtömege 4,02781 ± 0,00011.  Neutronkibocsátással bomlik, felezési ideje (1,39 ± 0,10)·10‒22 másodperc.

## Hidrogén-5
A 5H a hidrogén rendkívül instabil izotópja. Magja egy protonból és négy neutronból áll. Mesterségesen állították elő trícium gyorsan mozgó trícium magokkal történő bombázásával. Ebben a kísérletben az egyik trícium befogja a másik mag neutronjait, így egy protonból és négy neutronból álló mag keletkezik. A fennmaradó proton detektálható, ebből lehet következtetni a hidrogén-5 jelenlétére. Ez a mag két neutron kibocsátásával bomlik, felezési ideje legalább 9,1·10‒22 másodperc.

## Hidrogén-6
A 6H három neutron kibocsátásával bomlik. Felezési ideje 3·10‒22 másodperc. 1 protonból és 5 neutronból áll.

## Hidrogén-7
A 7H egy protont és hat neutront tartalmaz. Elsőként 2003-ban állította elő orosz, japán és francia tudósokból álló csoport a RIKEN RI Beam Science laboratóriumában, ahol hidrogént bombáztak hélium-8-cal. A reakció során a hélium-8 átadta neutronjait a hidrogénmagnak. A megmaradt két protont a „RIKEN teleszkóppal” detektálták. Ez a berendezés több, az RI Beam ciklotron céltárgya mögött elhelyezett érzékelőrétegből áll.

## Hidrogénszerű egzotikus atomok

### Pozitrónium (Ps vagy e+e‒)
A pozitrónium egy pozitronból (az elektron pozitívan töltött antirészecskéjéből) és egy elektronból álló egzotikus atom. A részecske-antirészecske pár annihilációja során 2 vagy több gamma fotonra bomlik.

### Müonium (Mu vagy µ+e‒)
A müonium részecske egy antimüonból (a müon pozitívan töltött antirészecskéjéből) és egy elektronból álló egzotikus atom, a Mu vagy µ+e‒ szimbólummal jelölik. A müon 2 µs élettartama alatt a müonium vegyületbe léphet, mint pl. a müonium-klorid (MuCl) vagy nátrium-müonid (NaMu).

## Táblázat
| Az izotóp jele | Z(p)                | N(n)                | Az izotóp tömege (u) | felezési idő                  | magspin | jellemző izotóp- összetétel (móltört) | természetes ingadozás (móltört) |
| Az izotóp jele | gerjesztési energia | gerjesztési energia | gerjesztési energia  | felezési idő                  | magspin | jellemző izotóp- összetétel (móltört) | természetes ingadozás (móltört) |
| -------------- | ------------------- | ------------------- | -------------------- | ----------------------------- | ------- | ------------------------------------- | ------------------------------- |
| 1H             | 1                   | 0                   | 1,00782503207(10)    | STABIL [>1,1·1034 év]         | 1/2+    | 0,999885(70)                          | 0,999816–0,999974               |
| 2H             | 1                   | 1                   | 2,0141017778(4)      | STABIL                        | 1+      | 0,000115(70)                          | 0,000026–0,000184               |
| 3H             | 1                   | 2                   | 3,0160492777(25)     | 12,32(2) év                   | 1/2+    |                                       |                                 |
| 4H             | 1                   | 3                   | 4,02781(11)          | 1,39(10)·10‒22 s [4,6(9) MeV] | 2‒      |                                       |                                 |
| 5H             | 1                   | 4                   | 5,03531(11)          | >9,1·10‒22 s ?                | (1/2+)  |                                       |                                 |
| 6H             | 1                   | 5                   | 6,04494(28)          | 2,90(70)·10‒22 s [1,6(4) MeV] | 2‒#     |                                       |                                 |
| 7H             | 1                   | 6                   | 7,05275(108)#        | 2,3(6)·10‒23# s [20(5)# MeV]  | 1/2+#   |                                       |                                 |

## Fordítás
- Ez a szócikk részben vagy egészben  az   Isotopes of hydrogen című angol Wikipédia-szócikk ezen változatának fordításán alapul.  Az eredeti cikk szerkesztőit annak laptörténete sorolja fel. Ez a jelzés csupán a megfogalmazás eredetét és a szerzői jogokat jelzi, nem szolgál a cikkben szereplő információk forrásmegjelöléseként.